# اسنیکا گاردن (کنتاکی)
اسنیکا گاردن (به انگلیسی: Seneca Gardens) شهری در ایالت کنتاکی کشور ایالات متحده آمریکا است که جمعیت آن در سرشماری سال ۲۰۱۰ میلادی، ۶۹۶ نفر بوده‌است.